# Erratum

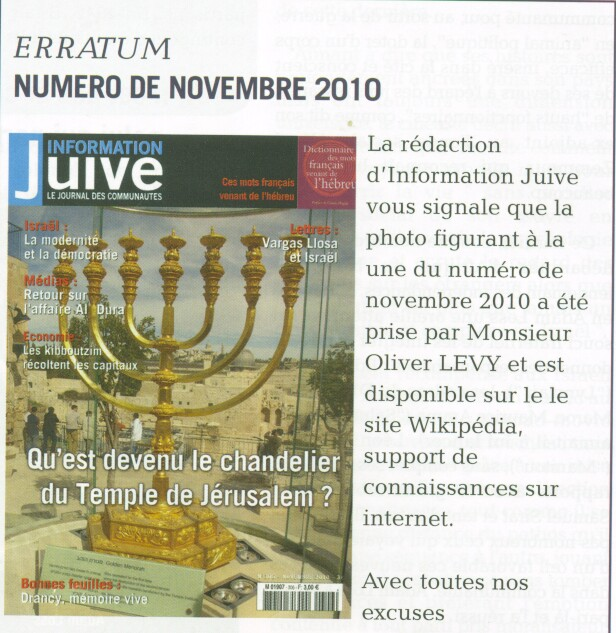
Voorbeeld van een erratum

Erratum (mv. errata) is een Latijns woord dat fout betekent. Het begrip heeft betrekking op zetfouten in teksten. Het woord corrigendum (wat verbeterd dient te worden; mv. corrigenda) wijst niet op een fout van de drukker of uitgever, maar van de auteur zelf. Worden er fouten na het drukken ontdekt, dan kan er een lijstje met verbeteringen in het boek worden bijgevoegd. De lezer kan aan de hand hiervan de tekst met de hand corrigeren.
Als na het drukken geconstateerd wordt dat er informatie in de tekst ontbreekt, dan kan dit gebrek ook met behulp van een inlegvel worden opgeheven. Dit wordt wel een addendum (wat aangevuld moet worden; mv. addenda) genoemd.
Een dergelijke fout kan verschillende oorzaken hebben.
- De schrijver heeft in het manuscript een fout gemaakt, die door de zetter is overgenomen.
- Bij het zetten is een fout gemaakt.

Omdat boven het lijstje "errata" staat, wordt zo'n papiertje ook wel errata genoemd. Het ingevoegde velletje werd vroeger ook wel aangeduid als "castigatio erratorum" (zuivering van drukfouten), "errata sic corrigito" (verbeter als volgt de drukfouten), "mendule huius opusculi" (gebrekjes van dit werkje) en het omstandige "ut paucula vicia in impressione commissa calamo possint emendari" (opdat de heel weinige misgrepen, bij het drukken begaan, met de pen verbeterd kunnen worden). In het Nederlands werd vroeger wel het begrip "verbeterbriefje" gebruikt.
Tegenwoordig komen dergelijke fouten minder voor vanwege allerlei elektronische hulpmiddelen, zoals spellingcontrole. Ook bij het zetten ontstaan minder fouten, omdat een tekst vaak als typoscript digitaal wordt aangeleverd. Ook fouten als het per ongeluk op de kop zetten van letters is bij de huidige zettechnieken niet meer mogelijk.